# Blue Seed
Blue Seed (ブルーシード Burū Shīdo?) es un manga de dos tomos creado por Yuzo Takada, editado en dos tomos recopilatorios entre 1992 y 1996. Production I.G produjo una serie de anime de 26 episodios basada en el manga, transmitida en Japón por la cadena TV Tokyo entre el 5 de octubre de 1994 hasta el 29 de marzo de 1995.
La historia está basada en el ciclo Izumo de la mitología japonesa, el cuento del Dios Susanoo y el monstruo de 8 cabezas Yamata no Orochi.

## Argumento
Como la mayoría de las chicas en Japón, Momiji Fujimiya pensaba que era una estudiante ordinaria de secundaria. Sin embargo, un día en el camino a la escuela confronta a un joven con ojos en forma de gato, quien intenta matarla. Momiji está confundida y aterrorizada al ver el extraño hombre que tiene extrañas gotas en partes de su cuerpo y cuchillas que aparecen en sus brazos. Mientras ella está aterrorizada y no puede reaccionar, una pareja de oficiales del gobierno aparecen. La mujer dispara al hombre ojos de gato, quien huye.
Intrigada y curiosa porque él la llamó Kushinada (奇稲田姫), Momiji decide ir a investigar en la biblioteca de la escuela (debido a que los niños japoneses modernos desconocen del Shinto y la mitología japonesa). Allí descubre que Kushinada se refiere a una antigua princesa con la habilidad de detener monstruos llamados Aragami (荒神 "Dioses enojados") y enviarlos a dormir con su sangre. A pesar del hecho de vivir con su madre y abuela en un lugar santo en Izumo, no puede creerlo. Sin embargo, después de que vainas empiezan a aparecer desde cada rincón e intentan capturarla y le susurran Kushinada, comienza a cambiar de opinión. Momiji intenta escapar, sin saber que las vainas son empleadas por un poderoso Aragami conocido como Orochi. Afortunadamente, la salva el extraño joven ojos de gato, quien se presenta como Mamoru Kusanagi. Él se enfrenta a Orochi usando a Momiji como carnada. El plan falla y los oficiales del gobierno aparecen otra vez, y se presentan como el Centro de Administraciones Terrestres (TAC), y se las arreglan para amansar a Orochi. 
De todas maneras, con lo último de su fuerza, hace el intento final en Kusanagi. Sin embargo Momiji interfiere en el último segundo tomando el viento de Orochi en lugar de Kusanagi. A punto de morir, Momiji recibe una de las semillas azules identificadas como mitamas, los que le dan la habilidad de sentir a los Aragami. Los TAC se revelan entonces como una organización dedicada a combatir a los Aragami, los cuales desean destruir a la humanidad. La ahora Kushinada Momiji, debe ayudarlos porque la otra Kushinada de nombre Kaede, hermana gemela de Momiji, ahora está muerta. Momiji, que desea descubrir más acerca de su hermana gemela a la que nunca conoció, y también cumplir su destino, accede unirse a TAC bajo la protección de Kusanagi, quien desea destruir a sus ex-maestros los Aragami.
Es una batalla en marcha que puede llegar a ser más intensa mientras los planes de los Aragami se vuelven más claros: intentan revivir al Dios Susanoo, y purificar al mundo de la humanidad. Lo más sorprendente es que el líder del movimiento es Kaede Kunikida, la hija adoptada del supervisor del TAC, Kushinada retirada y supuestamente la hermana gemela muerta de Momiji.

## Personajes
- Momiji Fujimiya

Seiyū: Megumi Hayashibara
Doblaje: María Fernanda Morales
La protagonista de la serie, es descendiente de los Kushinada, actualmente vive en Izumo donde la Princesa Kushinada vivió. Asistiendo a la secundaria ella no estaba preparada para entender su destino en la batalla contra los Aragami. Se convirtió en miembro de los TAC para detener a los Aragami de destruir la humanidad y el mundo. Por un irónico juego del destino, Momiji lleva una semilla azul, un "aragami no nacido" en su pecho (cuando esta iba dirigida hacia Kusanagi). 
Al principio tiene sentimientos confusos sobre Kusanagi, pero a lo largo de la serie, se da cuenta de qué es lo que realmente siente.
- Mamoru Kusanagi

Seiyū: Kazuhiko Inoue
Doblaje: Ricardo Mendoza
Es un joven nacido del misterio y la angustia. Fue escogido por los Aragami para proteger a los Kushinada del mal. Era muy cercano a Kaede antes de su sacrificio. Algunas veces pierde la cabeza por Momiji y a veces puede ser pervertido. Siempre se divierte curioseando las bragas de Momiji, haciendo a Momiji más furiosa. Tiene 7 semillas azules implantadas en su cuerpo, aunque de no ser por la interferencia de Momiji, este hubiera adquirido 8 semillas. 
- Daitetsu Kunikida

Seiyū: Akio Ōtsuka
Doblaje: Gerardo Reyero
Daitetsu o Señor Kunikida, es el jefe director de TAC. Cuando Kaede y Momiji nacieron, el señor Kunikida crio a Kaede como su propia hija, pero ella explotó sus habilidades para localizar y matar a los Aragami. De todas maneras, cuando Kaede se sacrificó, él se sintió decepcionado. Con Momiji en el TAC, el señor Kunikida decidido no explotar sus habilidades como lo hizo con Kaede y la trata como a una chica normal.
- Azusa Matsudaira

Seiyū: Yoshiko Sakakibara
Doblaje: Rocío Garcel
Azusa es la oficial científica y bióloga experimental del TAC. Azusa esta raramente en el campo pagando sus investigaciones y desarrollando experiencia. Es la encargada de construir armas biológicas para el TAC para usarlos en contra de los Aragami.
- Ryoko Takeuchi

Seiyū: Ai Orikasa
Doblaje: Circe Luna
Una miembro retirada de la Policía Metropolitana de Tokio, usa sus instintos policíacos para ayudar al TAC. Usa sus armas estándar de policía en conjunto con armas modificadas para combatir a los Aragami.
- Koume Sawaguchi

Seiyū: Kotono Mitsuishi
Doblaje: Mónica Villaseñor
Nunca es femenina. Ella es fuerte, descarada y agresiva debido a su estancia en el SDF de Japón. Desafortunadamente, ella lo dejó en malos términos por insubordinación y fue transferida al TAC como resultado. Su filosofía está basada en la teoría del "arma más grande" y usa su mente militar músculos para destruir a los Aragami, esperanzadamente sin daños excesivos. Su frase es "Si aun tiene balas, ¡sigue disparando!".
- Yoshiki Yaegashi

Seiyū: Yūji Ueda
Doblaje: Benjamín Rivera
El nerd estereotipo de las computadoras. Yaegashi hace análisis computacionales para TAC. En sus días libres, disfruta jugando eroges en su computadora. También tiene un programa que localiza con precisión los puntos débiles de los Aragami y ataques.
- Sakura Yamazaki

Seiyū: Sakiko Tamagawa
Doblaje: Isabel Martiñón
Sakura a diferencia de otras miko, pasó mucho de su entrenamiento en Estados Unidos. Usa magia Shinto y sellos mágicos para detener a los Aragami. Frecuentemente coquetea con Kusanagi y ayuda a Momiji en sus batallas con los Aragami. Según revela el capítulo 18 del anime, ella quedó huérfana desde niña, luego que su madre intentara acabar con un peligroso Aragami conocido como Nozuchi, el cual las atacó un día mientras estaban en un lago y el mismo acabó por devorar a la madre de Sakura en el proceso.
- Kaede Kunikida

Seiyū: Mitsuki Yayoi
Doblaje: Elsa Covián
Es la hermana gemela de Momiji y la hijastra del señor Kunikida. Sus talentos fueron usados para detectar a los Aragami para TAC, pero después de cumplir ella fue meramente una herramienta y no una persona, se sacrificó. Meses después, una nueva cepa de Aragami está desencadenando la orden para revivir a Sunanoo y Kaede su líder.
- Murakumo Yagami

Seiyū: Jōji Nakata
Doblaje: Salvador Delgado
Como Kusanagi, Muramoko fue también escogido para proveer a los Kushinada. Murakumo ha aprovechado el poder de los Aragami, y planea desencadenar su poder contra la humanidad. Murakumo tiene 8 semillas implantadas en su cuerpo mientras que Kusanagi 7.

## Media

### Manga
El manga fue publicado en la revista Comic Gamma de la editorial Takeshobo. La entrega constó de sólo dos tomos. En el año 2010, la editorial Kōdansha reeditó la obra en un único tomo.

#### Publicaciones
| Volumen               | Fecha de publicación en Japón |
| --------------------- | ----------------------------- |
| 01                    | Marzo de 1994                 |
| 02                    | Diciembre de 1995             |
| Tomo único (Kōdansha) | 22 de octubre de 2010         |

### Anime
La serie de anime ha sido adaptada en base al manga por los estudios Production I.G y Ashi Productions. La misma constó de 26 episodios emitidos por TV Tokyo entre el 5 de octubre de 1994 hasta el 29 de marzo de 1995.
Entre el 21 de enero de 1995 y el 21 de junio de 1996, Production I.G produjo catorce cortos de animación a modo de parodia de la serie, sketches de comedia y fanservice titulados Blue Seed Omake Theater, de unos 5 minutos de duración aproximadamente cada uno. Estos episodios especiales fueron incluidos en las ediciones en video de la serie que salieron a la venta en Japón, a excepción del decimocuarto capítulo, el cual salió junto con el OVA Blue Seed 1.5.
En América Latina, la serie más los omake fueron licenciados por Locomotion a Production I.G, doblados y estrenados por el mismo en noviembre del año 2000; Xystus se quedó con los derechos de distribución pasado el tiempo de exclusividad de la serie para el canal. Para los países de habla inglesa, la serie fue licenciada, doblada y distribuida por ADV Films, y transmitida por Encore Action y The Anime Network.

#### Episodios
| #  | Título | Fecha de Emisión Japón  |
| -- | --- | ----------------------- |
|    | |                         |
| 1  | «Princesa Kushinada» «Ki ineda himesama» (奇稲田姫様) | 5 de octubre de 1994    |
| 2  | «¡Es cruel! ¡Es misterioso! ¡¡Es mi destino!!» «Nazo desu! koku desu! watashi no unmei!!» (謎です!酷です! 私の運命!!)                                            | 10 de octubre de 1994   |
| 3  | «¡Es primavera! ¡Es la capital! ¡¡Daré lo mejor de mí!!» «Haru desu! shuto desu! ganbara nakucha!!» (春です!首都です! 頑張らなくちゃ!!)                          | 19 de octubre de 1994   |
| 4  | «¡Más mala suerte! ¿Por qué siempre me pasa esto a mí?» «Do shite? saiaku! watashi ha daikyō?!» (どーして?サイアク! 私は大凶?!)                                  | 26 de octubre de 1994   |
| 5  | «¡Sorpresa! ¡¡Ella es la madre de la ciencia!!» «Odoroki! matsu no ki! kagaku na mama desu!!» (オドロキ!松の木! 科学なママです!!)                                | 2 de noviembre de 1994  |
| 6  | «¡Complejo! ¡Esotérico! ¡¿Ser hombre te pone en una posición tan complicada?!» «Fukuzatsu! nankai! otoko hatsuraine?!» (フクザツ!難解! 男はつらいね?!)           | 9 de noviembre de 1994  |
| 7  | «¡Se queman! ¡Lo haré! ¡¡Porque soy Kushinada!!» «Moe masu! yarimasu! ki ineda damon!!» (燃えます!やります! 奇稲田だもん!!)                                      | 16 de noviembre de 1994 |
| 8  | «¡Qué está pasando aquí! Extraño... ¡¿Aparece una rival?!» «Nani nano! henna no (hato) raibaru tōjō?!» (何なの!変なの(ハート) ライバル登場?!)                    | 23 de noviembre de 1994 |
| 9  | «¡¿Es en serio?! ¡¿Es un sueño?! Una emocionante cita» «Maji nano?! yume nano?! dokidokideto» (マジなの?!夢なの?! ドキドキデート)                                | 30 de noviembre de 1994 |
| 10 | «¡Inocencia! ¡Amor! ¡¿Primer beso?!» «Jun desu! mede su! fasutokissu?!» (純です!愛です! ファーストキッス?!)                                                      | 7 de diciembre de 1994  |
| 11 | «¡Irritado! ¡¿Celoso?! ¡¡Increíble!!» «Yakimoki! yakimochi?! anbiribabo!!» (ヤキモキ!ヤキモチ?! アンビリーバボー!!)                                              | 14 de diciembre de 1994 |
| 12 | «¿Lo sientes? ¡Es importante! ¡¡Premonición de catástrofe!!» «Kanji ru?! kini naru! hakyoku no yokan!!» (感じる?!気になる! 破局の予感!!)                         | 21 de diciembre de 1994 |
| 13 | «¡Me gustas! ¡Al extremo! ¡¿Momento de confesión?!» «Suki desu! kyūkyoku! kokuhaku taimu?!» (好きです!究極! 告白タイム?!)                                        | 28 de diciembre de 1994 |
| 14 | «¡Persecución en la Autopista Yamato! ¡¡Dispara a las perturbaciones del amor!!» «Oi masu! yamato michi! koi no midare uchi!!» (追います!大和路! 恋の乱れ撃ち!!) | 4 de enero de 1995      |
| 15 | «Confusión y parpadeos en el viaje a Michinoku» «Tomadoi yurameki michinoku kikō» (戸惑い ゆらめき みちのく紀行)                                                 | 11 de enero de 1995     |
| 16 | «Japón (Yamato) Mis lamentos en Wakasa» «Nippon (yamato) yo mahoroba nageki no wakasa» (日本(やまと)よ まほろば 嘆きの若狭)                                      | 18 de enero de 1995     |
| 17 | «¡Florece, Japón! ¡¡La tormenta de nieve de un amor!!» «Saka sete! nippon (nippon)! hen koi fubuki!!» (咲かせて! 日本(にっぽん)! 片恋吹雪!!)                     | 25 de enero de 1995     |
| 18 | «¡¡Jesús!! ¡¡Dios mío!! ¿¡Sakura es inmadura!?» «Jizasu!! gaddemu!! sakura ha mijuku!?» (ジーザス!!ガッデム!! 桜は未熟!?)                                        | 1° de febrero de 1995   |
| 19 | «¡Amor, no me iré lejos!» «Kagerō tabidachi ai, hanare nai!» (陽炎 旅立ち 愛、離れない!)                                                                         | 8 de febrero de 1995    |
| 20 | «¡Estoy en casa! ¡Izumo! ¡¡Prefacio de esperanza!!» «Tadaima! izumo (furusato)! kibō no joshō!!» (ただいま! 出雲(ふるさと)! 希望の序章!!)                        | 15 de febrero de 1995   |
| 21 | «¿Adiós? ¡Los odio! ¡¿Despedida con lágrimas?!» «Sayonara? iyadesu! namida nowakare?!» (さよなら? いやです! 涙のわかれ?!)                                        | 22 de febrero de 1995   |
| 22 | «Una tristeza, un destino (Kushinada)» «Kanashimi unmei ki ineda (kushinada) kōyō» (悲しみ 運命 奇稲田(くしなだ)紅葉)                                            | 1° de marzo de 1995     |
| 23 | «Despedida ¡No me rendiré!» «Saikai shuppatsu (tabidachi) watashi make naitsu!» (再会 出発(たびだち) 私負けないっ!)                                              | 8 de marzo de 1995      |
| 24 | «El día se acerca» «Shizumu yō (hi) semaru nichi sorezoreno toki» (沈む陽(ひ) 迫る日 それぞれの時)                                                               | 15 de marzo de 1995     |
| 25 | «¡Apuesta! ¡Decisión! ¡¡Mi destino!!» «Kake masu! kime masu! watashi no unmei!!» (賭けます!決めます! 私の運命!!)                                                 | 22 de marzo de 1995     |
| 26 | «Alma nueva» «Shin tamashii (aratama)» (新魂(あらたま)) | 29 de marzo de 1995     |

#### Música
La banda sonora de la serie fue compuesta por Kenji Kawai:
Opening:
- 1. Carnival Babel por Takada Band.

Ending:
- 1. Touch and Go!! por Megumi Hayashibara.
- 2. Life por Megumi Hayashibara (Ep. 26).

### Blue Seed 1.5
Blue Seed 1.5 son dos OVAs lanzados el 21 de junio de 1996, en los que se resumen los acontecimientos de la serie de anime relatados desde la perspectiva de Momiji y Kusanagi, respectivamente.

### Blue Seed 2
Blue Seed 2, también conocida como Blue Seed Beyond, es una miniserie de 3 episodios en formato OVA, producida por los estudios Production I.G y XEBEC. El elenco original se mantuvo, aunque se sumaron nuevos actores para los nuevos personajes.

#### Argumento
La historia toma lugar dos años después de la serie. Un científico de San Francisco crea criaturas a las que bautiza "Neo-Aragami", las cuales no precisan de los poderes de Susanoo. Cuando estos monstruos comienzan a aterrorizar California, el gobierno de los Estados Unidos pide ayuda a los miembros de TAC.

#### Equipo de Producción
- Directores: Jun Kamiya (eps 1-2) y Kiyoshi Murayama (ep 3)
- Guionista: Naruhisa Arakawa (eps 1-2)
- Música: Kenji Kawai y Masaaki Iizuka
- Diseño de personajes: Akiharu Ishii
- Dirección de Arte: Shunichiro Yoshihara y Yusuke Takeda
- Directores de Animación: Akiharu Ishii y Kenichiro Katsura
- Director de Sonido: Kazuhiro Wakabayashi
- Directores de Fotografía: Kazushi Torikoshi y Yukio Sugiyama
- Productores Ejecutivos: Hidetoshi Shigematsu, Mitsuhisa Ishikawa y Yutaka Takahashi
- Productores: Masaki Sawanobori, Yukinao Shimoji y Toshimichi Ootsuki

#### Episodios
Esta animación constó de tres episodios:
1. Mission: Eradicate Kushinada, Operation Mitama, Phase I
2. Mission: Eradicate Kushinada, Operation Mitama, Phase II
3. Six Babes Bathing In a Killer Hot Spring

#### Reparto
| Personaje             | Seiyū Original (Japón) | Actor de voz (Estados Unidos) | Actor de voz (México)  |
| --------------------- | ---------------------- | ----------------------------- | ---------------------- |
| Momiji Fujimiya       | Megumi Hayashibara     | Monica Rial                   | María Fernanda Morales |
| Mamoru Kusanagi       | Kazuhiko Inoue         | Matt Kelley                   | Ricardo Mendoza        |
| Ryoko Takeuchi        | Ai Orikasa             | Marcy Rae                     | Circe Luna             |
| Daitetsu Kunikida     | Akio Ōtsuka            | Rob Mungle                    | Gerardo Reyero         |
| Valencia Tachibana    | Junko Iwao             | Kira Vincent-Davis            |                        |
| Shunichi Sugishita    | Keiichi Nanba          | Brian Granveldt               | Eduardo Garza          |
| Kome Sawaguchi        | Kotono Mitsuishi       | Tiffany Grant                 | Mónica Villaseñor      |
| Sakura Yamazaki       | Sakiko Tamagawa        | Allison Keith                 | Isabel Martiñón        |
| Martin Tachibana      | Tesshō Genda           | Beach Vickers                 |                        |
| Azusa Matsudaira      | Yoshiko Sakakibara     | Sharon Shawnessy              | Rocío Garcel           |
| Yoshiki Yaegashi      | Yūji Ueda              | Kurt Stoll                    | Benjamín Rivera        |
| Presidente de EE. UU. | Banjō Ginga            |                               |                        |
| Moccha                | Hōchū Ōtsuka           | Chuck Houston                 |                        |
| Tomezo                | Reizo Nomoto           |                               |                        |
| Eriko                 | Sachiko Miki           |                               |                        |

#### Canciones
Opening:
- 1. Eternal Truth por Keiko Kimoto y Masaaki Iizuka.

Ending:
- 1. Second Kiss por Mihao Matsuba y Masaaki Iizuka (Eps. 1 y 2).
- 2. Futari no Yoake por Ai Orikasa y Akio Ōtsuka (Ep. 3).

## Videojuego
Un videojuego de rol titulado Blue Seed ~The Legend of Hiroku Kushinada~ (ブルーシード ～奇稲田秘録伝～? Burūshīdo ~Kushinada Hiroku Den~?) fue lanzado por Sega para la consola Sega Saturn, el 23 de junio de 1995.
La historia del juego no es una adaptación del manga o la serie de televisión, sino un conjunto de episodios originales establecidos en la misma continuidad de la serie de televisión. El elenco principal de la serie de televisión retomaron sus papeles para las secuencias de batalla y escena introductoria.
El juego fue uno de los 12 juegos de Sega Saturn anunciados cuando el sistema fue presentado por primera vez en el Tokyo Toy Show de 1994.